# Refuge des jeunes de Montréal
Le Refuge des jeunes de Montréal est un organisme caritatif qui accueille et aide les jeunes sans-abri à Montréal.

## Historique
En 1987, année internationale des sans-abri, proposition est faite d'ouvrir un centre d'accueil d'urgence de nuit pour des jeunes hommes de 18 à 30 ans. Un comité provisoire est mis sur pied. Ce comité est formé des représentants de la S.H.Q., de l'Archevêché de Montréal, des pasteurs du Plateau Mont-Royal et du milieu de l'itinérance et des usagers. Le nom de Refuge des jeunes est suggéré et adopté.
En 1988, des démarches sont entreprises pour trouver un lieu adéquat pour installer le Refuge. La même année Refuge des Jeunes de Montréal est incorporé. Il se tiendra aussi l'assemblée de fondation. Le refuge est cofondé par France Labelle.
Le 1er octobre 1989, c'est l'ouverture officielle du Refuge des Jeunes de Montréal.
En 1991, Dan Bigras, musicien, chanteur québécois, organise bénévolement un spectacle, le Show du Refuge, afin de récolter des sous pour cet organisme. Plusieurs artistes québécois y participent. Une tradition s'établit et, tous les ans, Dan Bigras représente un spectacle. En 1991, le premier spectacle récolte 6 000 dollars canadiens. L'édition de 2016 enregistre une récolte de 350 000 dollars, et celle de 2017 450 000 dollars.
En 1992, le Refuge des Jeunes de Montréal est désormais ouvert 12 mois dans l'année. En 1999, des logements sociaux sont associés à la structure du refuge. En 2001, 931 jeunes sans-abri ont bénéficié des services du refuge. En 2009, l'Église Saint-Louis-de-France qui abrite les locaux du refuge change de propriétaire, et ce dernier ne renouvelle pas le bail du Refuge des jeunes qui doit alors trouver un nouveau local dans Montréal,.
En 25 ans d'existence, le refuge des jeunes de Montréal a recueilli plus de 18 000 jeunes. En novembre 2017, la cofondatrice France Labelle est honorée de l'Ordre du Canada pour son œuvre au sein du refuge.
En 2019, des comédiens québécois se réunissent pour réunir des fonds à l'occasion de la soirée L'impro'viste qui célèbre les 30 ans de l'association. En 30 ans, le Refuge a apporté un soutien à 21.000 jeunes sans-abri.

## Description
Le Refuge des jeunes de Montréal définit ainsi sa mission : « Venir en aide à des jeunes hommes en difficulté et sans-abri de dix-sept (17) à vingt-cinq (25) ans et contribuer à améliorer leurs conditions de vie. »
Le Refuge est ouvert jour et nuit, tous les jours. Son équipe d'intervention est composée de 18 personnes. Le refuge comporte un dortoir de 45 lits et sert des repas. Le refuge compte également 19 logements sociaux.